# Долина (Шосткинський район)
Доли́на — село в Україні, у Березівській сільській громаді Шосткинського району Сумської області. Населення становить 21 осіб.

## Населення

### Мова
Розподіл населення за рідною мовою за даними перепису 2001 року:
| Мова       | Кількість | Відсоток |
| ---------- | --------- | -------- |
| українська | 21        | 100%     |

## Географія
Село Долина розташоване біля витоків річки Понурки, яка за 5 км впадає у річку Шостка. На відстані 3 км розташоване село Слоут.
Крізь село пролягає автомобільний шлях Т 2502. Поруч, за 1.5 км, пролягає залізниця, станція Слоут.

## Історія
12 червня 2020 року, відповідно до розпорядження Кабінету Міністрів України № 723-р «Про визначення адміністративних центрів та затвердження територій територіальних громад Сумської області», село увійшло до складу Березівської сільської громади.
19 липня 2020 року, в результаті адміністративно-територіальної реформи та ліквідації Глухівського району, село увійшло до складу новоутвореного Шосткинського району.